# Stanisław Józef Ochocki
Stanisław Józef Ochocki herbu Ostoja (zm. 22 sierpnia 1793) – cześnik mozyrski, deputat do trybunału lubelskiego z ziemi łukowskiej, elektor króla Stanisława Augusta Poniatowskiego, marszałek dworu hetmana polnego litewskiego Józefa Sosnowskiego, dziedzic dóbr Ryszki (Ryżki) w ziemi łukowskiej oraz wsi Sidaczówka koło Cudnowa na Wołyńu.

## Życiorys
Stanisław Józef Ochocki pochodził ze szlacheckiej rodziny pieczętującej się herbem Ostoja, należącej do rodu heraldycznego Ostojów (Mościców), której wsią gniazdową są zapewne Ochocice koło Kamieńska w dawnym województwie sieradzkim. O jego rodzinie wspomniał Kasper Niesiecki w Herbarzu Polskim. 
Stanisław Józef Ochocki miał w ziemi łukowskiej dziedziczną wieś Ryszki (Ryżki), skąd jego rodzina przeniosła się na Wołyń. Tam Ochocki kupił wieś Sidaczówka. Ożenił się z Eufrozyną z Suszczewiczów, z którą miał syna Jana Duklana. Jego drugą żoną była Bukarówna, siostra sędziego ziemskiego żytomierskiego Adama Bukara. Bratem Stanisława Ochockiego był ks. Józefat Ochocki, opat bazylianów w Owruczu, doktor teologii, rektor szkół bazyliańskich, znany pamiętnikarz.
Stanisław Józef Ochocki angażował się w sprawy publiczne. Posłował na sejm elekcyjny w roku 1764 (oddał głos z województwa kijowskiego na Stanisława Poniatowskiego). Był związany z dworem hetmana polnego litewskiego Józefa Sylwestera Sosnowskiego, piastując stanowisko marszałka dworu. Sprawował także funkcję deputata do trybunału lubelskiego z ziemi łukowskiej oraz urząd cześnika mozyrskiego.